# El Cóndor (Jujuy)
El Cóndor es una pequeña localidad ubicada en el departamento Yavi, provincia de Jujuy, Argentina.

## Geografía
La localidad está ubicada en la posición 22°23′15″S 65°20′13″O / -22.38750, -65.33694, a una altitud de 3908 m s. n. m.
Según la clasificación climática de Köppen, el clima corresponde al tipo Cwb - Templado con invierno seco (verano suave).

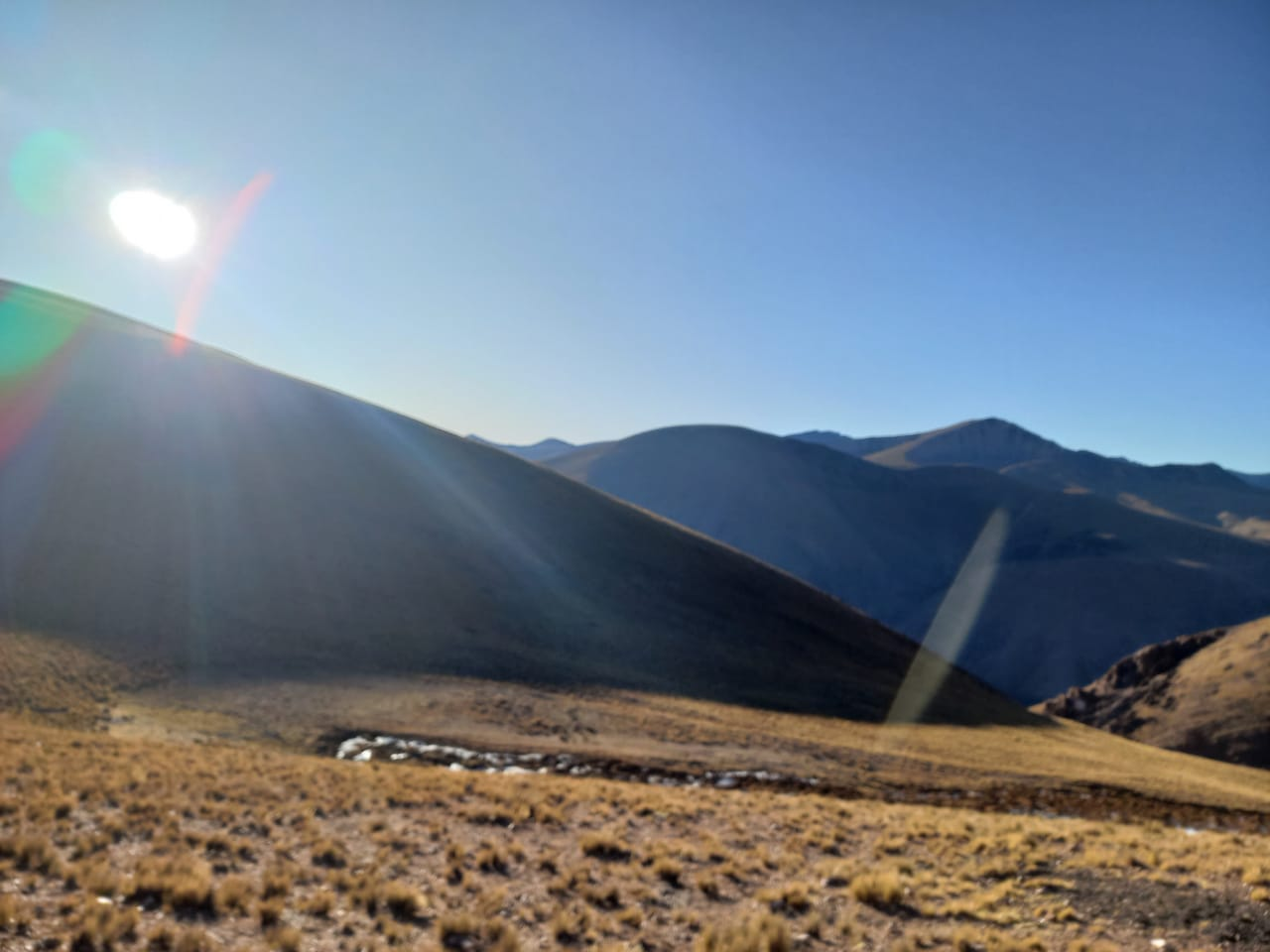
Paraje Rumiajo. El Condor

## Población
Cuenta con 146 habitantes (Indec, 2010), lo que representa un descenso del -0.81 promedio anual en el período 2010-2020 sobre la base de los 157 habitantes (Indec, 2001) registrados en el censo anterior.

## Flora y Fauna
Animales característicos, del lugar: la llama, vicuña, la oveja, las vacas, 

## Fiestas Patronales
Se celebra el 8 de diciembre de cada año, en honor a la Virgen Inmaculada Concepción del Valle. Se realiza la salva de bombas a las seis de la mañana, danzas de toritos y suris, a las nueve de la mañana misa con posterior procesión por el pueblo. Se realiza también un almuerzo comunitario, encuentros deportivos hasta las dieciocho horas.  Se cierra con una cuarteada de corderos. posteriormente se realiza la bendición de la Virgen a todos los presentes

## Enlaces externos

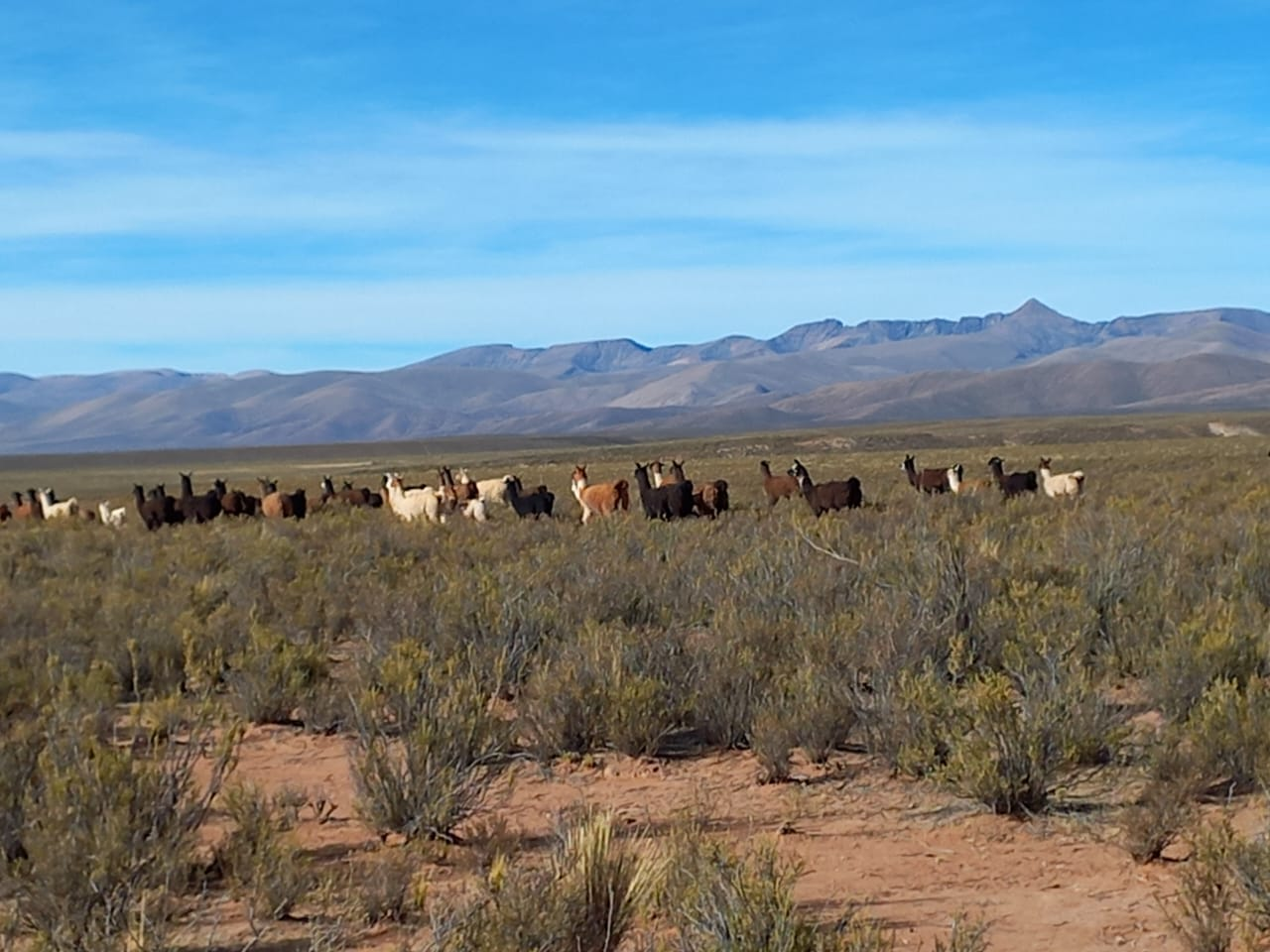
Campo de pastoreo de llamas, en El Condor

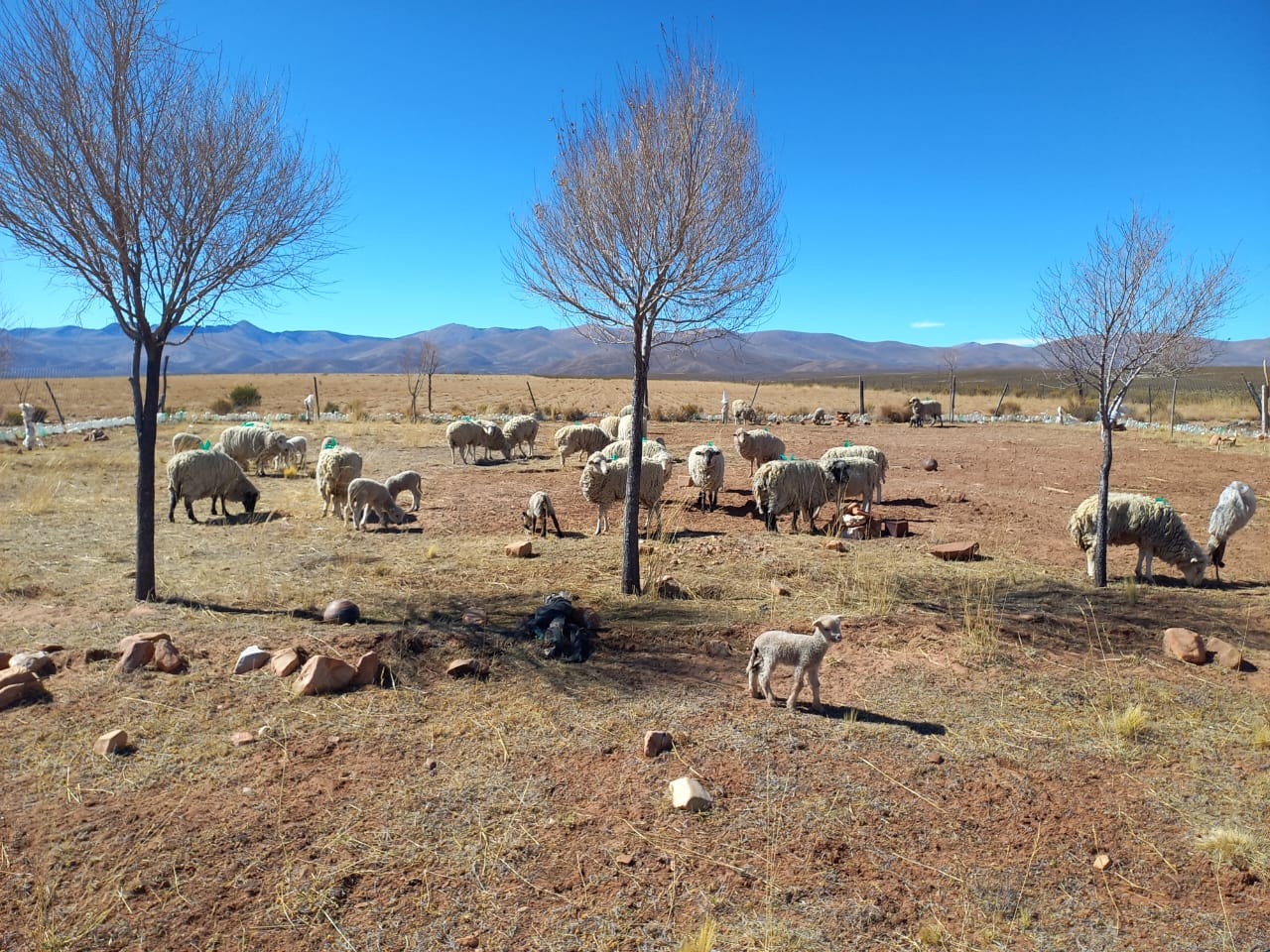
Estancia de criadero de ovejas de El Condor

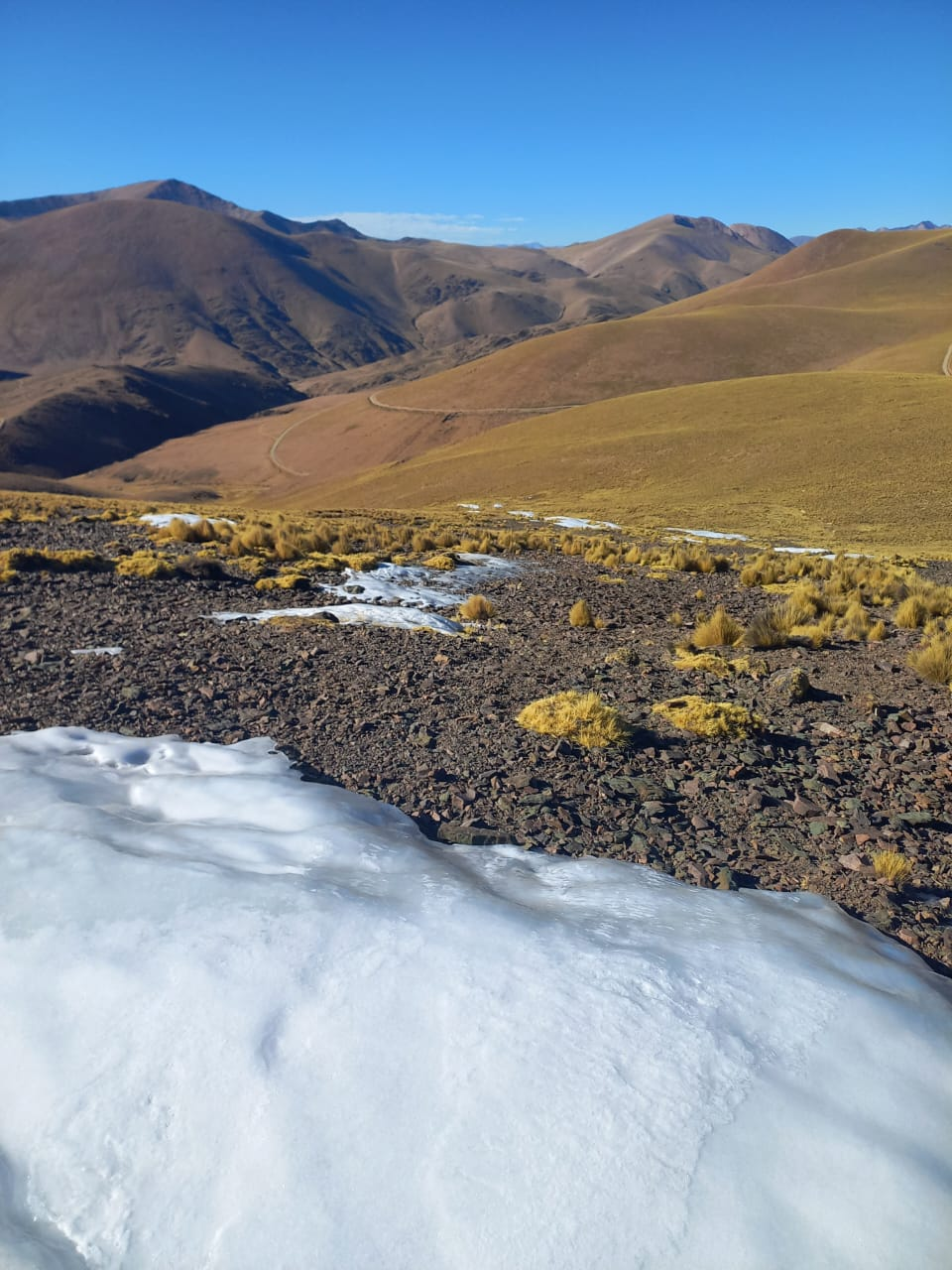
glaciar natural cumbre, El Condor